# Joel Asoro
Joel Joshoghene Asoro, född 27 april 1999 i Haninge, är en svensk fotbollsspelare som spelar för Metz.

## Klubbkarriär
Asoro började spela fotboll i IFK Haninge för att sedan spela för IF Brommapojkarna. I maj 2015 värvades Asoro av Sunderland. Den 14 augusti 2016 i Sunderlands ligapremiär borta mot Manchester City satt Asoro på bänken hela matchen med tröja nummer 29. Detta var första gången han satt på bänken i en Premier League-match. Den 21 augusti 2016 debuterade Asoro i en Premier League-match mot Middlesbrough då han blev inbytt i den 81:a minuten istället för Duncan Watmore.
Den 14 juli 2018 värvades Asoro av Swansea City, där han skrev på ett fyraårskontrakt. I augusti 2019 lånades Asoro ut till nederländska Groningen.
Efter sejouren i Groningen återvände Asoro till Swansea City, där kom han till spel i Engelska Ligacupen-matchen mot Newport County. Därefter stod det klart att Asoro lånades ut till Genoa över säsongen, med option om köp.
Den 8 februari 2021 gick Djurgårdens IF ut med att man hade skrivit på ett fyraårskontrakt med Asoro.
Den 24 augusti 2023 värvades Asoro av franska Metz.

## Landslagskarriär
Den 5 september 2016 debuterade Asoro i Sveriges U21 i en match mot Spanien som slutade 1–1. Han spelade större delen av matchen som högermittfältare, men fick gå upp på topp mot slutet och ordnade då en straff. Den 6 oktober 2016 gjorde Asoro sitt första mål för U21 då han gjorde 3–0-målet borta mot Estland. Asoro debuterade för Sveriges A-landslag den 9 januari 2023 i januariturnéns första match mot Finland.